# Ernst Eulenburg
Ernst Eulenburg est une maison d'édition musicale allemande, fondée à Leipzig le 1er février 1874, par Ernst Eulenburg (1847–1926). Le siège est actuellement à Mayence et des succursales sont installées à Londres, Zurich, New York, Tokyo et Stuttgart.

## Histoire
Tout d'abord, Ernst Eulenburg proposait du matériel pédagogique et des musiques chorales. En 1892, il reprend le fonds de musique de chambre des kleine Partitur-Ausgabe (petite partition) de la maison d'édition Albert Henry Payne (Leipzig), et en 1894, les partitions miniatures de l'éditeur Ernest Donajowski (de Londres). C'est le fondement des petites partitions pour orchestre et de musique de chambre de la maison Eulenburg, célèbre chez les étudiants, les musiciens et les mélomanes. À ce jour connu sous le nom de Eulenburg Studienpartituren (partition d'étude) et en constante expansion.
En 1905, fraîchement titulaire d'un doctorat, le fils de l'éditeur, Kurt Eulenburg (1879–1982), entre en 1911 comme éditeur dans la maison d'édition. Il organise une expansion rapide du programme,. Après la mort de son père en 1926, Kurt devient unique propriétaire de la maison d'édition. En 1939, il fonde la filiale britannique, devenant Ernst Eulenburg Ltd. à Londres. Peu de temps plus tard, à Leipzig, la maison d'édition est expropriée par les Nazis, sur la base de l’Ordonnance sur l'utilisation du patrimoine juif, le 3 décembre 1938. Kurt Eulenburg s'exile en Suisse de là réalise, le 23 septembre 1939, une demande au Tribunal de district de Leipzig, sur « la suppression de la société ». les éditions de Leipzig, cependant ont été vendus en 1940 au libraire Horst Sander qui change de nom à la fin des années 1950, pour Horst Sander KG. Kurt Eulenburg s'installe après la fin de la Guerre avec sa famille à Londres. La maison a des succursales à Zurich (1947) et Stuttgart (1950). C'est seulement en 1954 que Eulenburg parvient à reprendre possession de son catalogue saisis à Leipzig. En 1957, la maison d'édition de Schott Music Ltd. (Londres). Kurt Eulenburg est resté, jusqu'à sa retraite en 1968, responsable des séries de partitions de poches.
Depuis 1980, la firme (Ernst Eulenburg und Co. GmbH, Mainz, et Ernst Eulenburg Ltd, Londres) est sous contrôle de la maison Schott de Londres en tant que filiale.

## Collections
Le fonds d'édition d’Edition Eulenburg, représente aujourd'hui plus de 1 200 titres, soit la plus grande collection de partitions du monde. Le répertoire comprend de la musique d'orchestre et de chœur, de même que la musique de chambre et de l'opéra du baroque au moderne. Les Éditions Eulenburg ont publié cinq collections :
- Eulenburg Studienpartituren (ETP) édition de poche (depuis 1894)
- Eulenburg Audio+Score (EAS) partition d'étude des plus grands chefs-d'œuvre de la littérature orchestrale, avec un enregistrement sur CD (depuis 2006)
- Eulenburg Orchestral Series (EOS) matériels d'exécution des œuvres avec ou sans choristes
- Eulenburg Chamber Series (ECS) matériels d'exécution de morceaux de musique de chambre
- Praeclassica (PC) matériels d'exécution et répertoire pré-classique